# 룩셈부르크 (도시)
룩셈부르크(룩셈부르크어: Lëtzebuerg 러처부어시, 프랑스어: Luxembourg 뤽상부르[*], 독일어: Luxemburg 룩셈부르크[*], 문화어: 룩셈부르그)는 룩셈부르크 대공국의 수도이다. 2007년 현재 인구는 86,329명이며 페트뤼스강(Pétrusse)이 알제트강(Alzette)에 합류하는 지점에 위치한다. 북위 49도 36부, 동경 6도 8부에 위치하며 나라인 룩셈부르크와 구별하기 위해 룩셈부르크시(룩셈부르크어: Stad Lëtzebuerg 스타트 러처부어시, 프랑스어: Ville de Luxembourg 빌 드 뤽상부르[*], 독일어: Stadt Luxemburg 슈타트 룩셈부르크[*])라고 부르기도 한다.
도시의 중심부에는 노트르담 대성당 및 시청사가 있다. 부도심에 있는 키르슈베르크에는 유럽 사법 재판소, 유럽 투자 은행 등의 유럽 연합의 기관, 룩셈부르크 대학, 라디오 룩셈부르크 등이 있다. 또한 룩셈부르크 시를 둘러싼 오래된 요새는 세계유산으로 지정되어 있다.

## 역사
룩셈부르크는 그 위치 및 지리적 이유 때문에 역사 등에서 군사 전략 거점지으로서 중요한 지역이었다. 10세기 전후에 포크 성 주위에 요새가 만들어지기 시작해서 14세기에 한층 더 강화되었다. 룩셈부르크 공작령은 독립한 이후에 중립을 주장했지만 요새는 1867년 해체될 때까지 남았다. 룩셈부르크의 이러한 중립은 제1차 세계 대전과 제2차 세계 대전에 있었던 독일의 침입에 의해서 무시되었다.

## 기후
| 룩셈부르크의 기후                                                                           | 룩셈부르크의 기후 | 룩셈부르크의 기후 | 룩셈부르크의 기후 | 룩셈부르크의 기후 | 룩셈부르크의 기후 | 룩셈부르크의 기후 | 룩셈부르크의 기후 | 룩셈부르크의 기후 | 룩셈부르크의 기후 | 룩셈부르크의 기후 | 룩셈부르크의 기후 | 룩셈부르크의 기후 | 룩셈부르크의 기후 |
| 월                                                                                          | 1월               | 2월               | 3월               | 4월               | 5월               | 6월               | 7월               | 8월               | 9월               | 10월              | 11월              | 12월              | 연간              |
| ------------------------------------------------------------------------------------------- | ----------------- | ----------------- | ----------------- | ----------------- | ----------------- | ----------------- | ----------------- | ----------------- | ----------------- | ----------------- | ----------------- | ----------------- | ----------------- |
| 역대 최고 기온 °C (°F)                                                                      | 13.9 (57.0)       | 19.8 (67.6)       | 23.5 (74.3)       | 27.9 (82.2)       | 31.6 (88.9)       | 35.4 (95.7)       | 39.0 (102.2)      | 37.9 (100.2)      | 31.5 (88.7)       | 26.0 (78.8)       | 19.8 (67.6)       | 14.7 (58.5)       | 39.0 (102.2)      |
| 일평균 최고 기온 °C (°F)                                                                    | 3.8 (38.8)        | 5.2 (41.4)        | 9.8 (49.6)        | 14.4 (57.9)       | 18.4 (65.1)       | 21.7 (71.1)       | 23.9 (75.0)       | 23.5 (74.3)       | 19.0 (66.2)       | 13.5 (56.3)       | 7.7 (45.9)        | 4.5 (40.1)        | 13.8 (56.8)       |
| 일일 평균 기온 °C (°F)                                                                      | 1.4 (34.5)        | 2.2 (36.0)        | 5.7 (42.3)        | 9.6 (49.3)        | 13.5 (56.3)       | 16.7 (62.1)       | 18.7 (65.7)       | 18.4 (65.1)       | 14.3 (57.7)       | 9.9 (49.8)        | 5.2 (41.4)        | 2.3 (36.1)        | 9.8 (49.6)        |
| 일평균 최저 기온 °C (°F)                                                                    | −1.0 (30.2)       | −0.7 (30.7)       | 2.0 (35.6)        | 5.1 (41.2)        | 8.7 (47.7)        | 11.8 (53.2)       | 13.8 (56.8)       | 13.6 (56.5)       | 10.3 (50.5)       | 6.6 (43.9)        | 2.8 (37.0)        | 0.0 (32.0)        | 6.1 (43.0)        |
| 역대 최저 기온 °C (°F)                                                                      | −17.8 (0.0)       | −20.2 (−4.4)      | −14.4 (6.1)       | −6.9 (19.6)       | −2.1 (28.2)       | 0.9 (33.6)        | 4.5 (40.1)        | 4.3 (39.7)        | −0.7 (30.7)       | −4.6 (23.7)       | −11.1 (12.0)      | −15.3 (4.5)       | −20.2 (−4.4)      |
| 평균 강수량 mm (인치)                                                                       | 72.0 (2.83)       | 59.0 (2.32)       | 57.0 (2.24)       | 49.0 (1.93)       | 71.2 (2.80)       | 75.6 (2.98)       | 71.5 (2.81)       | 71.9 (2.83)       | 66.2 (2.61)       | 76.6 (3.02)       | 72.1 (2.84)       | 89.4 (3.52)       | 831.5 (32.74)     |
| 평균 강수일수 (≥ 0.1 mm)                                                                    | 17.3              | 15.4              | 14.8              | 12.7              | 14.0              | 13.3              | 13.7              | 13.2              | 12.2              | 15.2              | 17.5              | 18.1              | 177.4             |
| 평균 강설일수                                                                               | 7.5               | 7.6               | 3.6               | 1.5               | 0.0               | 0.0               | 0.0               | 0.0               | 0.0               | 0.1               | 2.3               | 6.8               | 29.4              |
| 평균 상대 습도 (%)                                                                          | 88                | 83                | 74                | 67                | 68                | 68                | 67                | 68                | 75                | 84                | 89                | 90                | 77                |
| 평균 월간 일조시간                                                                          | 52.0              | 79.5              | 137.1             | 197.5             | 226.3             | 241.2             | 257.6             | 237.1             | 174.9             | 106.7             | 51.1              | 41.9              | 1,802.9           |
| 가능 일조율                                                                                 | 18.8              | 29.4              | 34.0              | 44.1              | 44.8              | 46.7              | 51.0              | 51.7              | 42.7              | 31.8              | 19.8              | 16.1              | 35.9              |
| 출처 1: 룩셈부르크 기상청 (평년값: 1991년~2020년, 극값: 1947년~현재, 일조율: 1981년~2010년) |                   |                   |                   |                   |                   |                   |                   |                   |                   |                   |                   |                   |                   |
| 출처 2: Infoclimat                                                                          |                   |                   |                   |                   |                   |                   |                   |                   |                   |                   |                   |                   |                   |

## 자매 도시
- 영국 캄덴(Camden)
- 영국 바에덴쇼
- 프랑스 메스

## 같이 보기
- 유로비전 송 콘테스트 1966

- (프랑스어) 공식 웹사이트

1. ↑  “Annuaire climatologique 2021” (PDF) (프랑스어). 룩셈부르크 기상청. 2022년 1월 6일에 원본 문서 (PDF)에서 보존된 문서. 2022년 1월 6일에 확인함.
2. ↑  “Données Climatologiques” (PDF). 룩셈부르크 기상청. 2017년 1월 25일에 원본 문서 (PDF)에서 보존된 문서. 2016년 10월 25일에 확인함.
3. ↑  “Normales et extrêmes” (프랑스어). 룩셈부르크 공항관리청. 2022년 1월 6일에 확인함.
4. ↑  “Climatologie de l'année à Luxembourg” (프랑스어). Infoclimat. 2023년 10월 19일에 확인함.